# Dream (MMA)
Dream è stata un'organizzazione giapponese di arti marziali miste con base a Tokyo, parte dell'ormai defunta società Fighting and Entertainment Group.
Promuove grandi eventi di MMA organizzati per la notte di San Silvestro in collaborazione con altre promozioni.

## Storia
Dream venne fondata il 13 febbraio 2008 dai proprietari della Dream Stage Entertainment quando questi ultimi vendettero la promozione Pride agli statunitensi Zuffa: questi ultimi erano i proprietari dell'organizzazione UFC e realizzarono la fusione di Pride nell'UFC con il trasferimento di parte del roster dei lottatori che militavano in Giappone nell'organico dell'UFC, di fatto lasciando il paese del Sol Levante orfano di una grande organizzazione di arti marziali miste.
Il tutto inizia con Yarennoka!, uno show organizzato per la notte di San Silvestro in collaborazione con le connazionali Shooto e Fighting and Entertainment Group e l'europea M-1 Global.
Visto il successo ottenuto dallo show e il costante declino di Hero's, promozione di proprietà della FEG, prende definitivamente vita l'organizzazione Dream che vede quindi nel roster gli ex campioni Hero's più altri nuovi acquisti di rilievo come Mirko Filipović e Shinya Aoki.
Nel 2012 la promozione entra in una grave crisi e non riesce più ad organizzare eventi per i suoi lottatori, finché il 3 giugno 2012 annuncia ufficialmente l'impossibilità di finanziarsi e la chiusura della promozione stessa, dovuta anche al fallimento dell'azienda madre Fighting and Entertainment Group.
Dopo la chiusura ufficiale DREAM continuò ad organizzare solamente i grandi eventi di MMA nella notte di San Silvestro in collaborazione con altre promozioni come Glory e DEEP, come avvenne nel 2012 e nel 2014.

### Collaborazioni
Dream vanta un gran numero di partenariati con altre promozioni o aziende di media di livello internazionale:
- con M-1 Global vantava una forte alleanza che permette ai lottatori dei roster delle due compagnie di poter lottare in eventi della compagnia amica, tra questi il fuoriclasse Fedor Emelianenko;
- con il canale televisivo statunitense HDNet Dream è stata trasmessa per la prima volta nel paese a stelle e strisce;
- era viva un'alleanza con la promozione statunitense Elite Xtreme Combat per condividere i propri roster di lottatori negli eventi delle due associazioni; la EliteXC poi fallì per bancarotta;
- Dream era strettamente alleata anche con la statunitense Strikeforce con la quale condivide i migliori lottatori delle due organizzazioni allo scopo di poter competere con il livello di combattimento dell'UFC; si discusse sulla possibilità di unificare i titoli delle due organizzazioni, ma il progetto morì quando Strikeforce venne acquistata da Zuffa;
- Dream avrebbe avviato una collaborazione con la singaporiana ONE Fighting Championship per promuovere le arti marziali miste in tutta l'Asia: infatti ONE è già in ottimi rapporti con altre promozioni orientali come Road Fighting Championship (Corea del Sud), Universal Reality Combat Championship (Filippine) e Cage Fighting Championship (Australia);
- nel 2012 venne annunciata una collaborazione con la statunitense ProElite sempre per la condivisione dei roster: già al tempo la ProElite vantava diversi ex campioni UFC tra le sue file e possedeva un roster femminile di alto livello.
- la Dream stessa verso la fine del 2012 venne rifinanziata dalla promozione singaporiana di kickboxing Glory per un evento nella notte di San Silvestro; organizzò un ulteriore evento per il 31 dicembre anche nel 2014 in collaborazione con la DEEP.

## Regole
In Dream non è ammesso un risultato di parità, di conseguenza i giudici di gara devono sempre dichiarare un vincitore; in caso di infortunio di entrambi i lottatori in un match valido per un torneo questi vengono estromessi e rimpiazzati da un terzo lottatore.
I lottatori opzionalmente possono vestire capi di abbigliamento come Karate gi, scarpe da lotta libera o ginocchiere.
Se uno dei due avversari è a terra non sono ammessi da parte del lottatore in piedi pestoni e soccer kick alla testa.
Non sono ammesse gomitate alla testa.
Se la differenza di peso tra i due lottatori è pari o supera i 15 kg non sono ammesse ginocchiate alla testa su un avversario a terra.
Un lottatore viene definito "a terra" se appoggia almeno tre parti del corpo tra arti e torso.
Non sono ammessi colpi alla nuca.
La promozione utilizza il classico ring da pugilato.

### Round
Gli incontri consistono di tre round da cinque minuti.

### Classi di peso
- Pesi Gallo: fino ai 61 kg
- Pesi Piuma: fino ai 65 kg
- Pesi Leggeri: fino ai 70 kg
- Pesi Welter: fino ai 76 kg
- Pesi Medi: fino agli 84 kg
- Pesi Mediomassimi: fino ai 93 kg
- Pesi Massimi: nessun limite di peso

## Campioni finali

### Detentori delle cinture
| Divisione         | Limite superiore di peso (in chili) | Campione          | Dal               | Difese |
| ----------------- | ----------------------------------- | ----------------- | ----------------- | ------ |
| Pesi Massimi      | -                                   | Alistair Overeem  | 31 dicembre 2010  | 0      |
| Pesi Mediomassimi | 93                                  | Gegard Mousasi    | 25 settembre 2010 | 1      |
| Pesi Medi         | 84                                  | Gegard Mousasi    | 23 settembre 2008 | 0      |
| Pesi Welter       | 76                                  | Marius Žaromskis  | 20 luglio 2009    | 1      |
| Pesi Leggeri      | 70                                  | Shinya Aoki       | 6 ottobre 2009    | 2      |
| Pesi Piuma        | 65                                  | Hiroyuki Takaya   | 31 dicembre 2010  | 2      |
| Pesi Gallo        | 61                                  | Bibiano Fernandes | 31 dicembre 2011  | 0      |

### Finalisti dei tornei
| Anno | Divisione             | Campione          | Finalista                |
| ---- | --------------------- | ----------------- | ------------------------ |
| 2008 | Pesi Leggeri          | Joachim Hansen    | Shinya Aoki              |
| 2008 | Pesi Medi             | Gegard Mousasi    | Ronaldo Souza            |
| 2009 | Pesi Welter           | Marius Žaromskis  | Jason High               |
| 2009 | Pesi Piuma            | Bibiano Fernandes | Hiroyuki Takaya          |
| 2009 | Super Hulk            | Ikuhisa Minowa    | Rameau Thierry Sokoudjou |
| 2010 | Pesi Mediomassimi     | Gegard Mousasi    | Tatsuya Mizuno           |
| 2011 | Pesi Gallo (Giappone) | Hideo Tokoro      | Masakazu Imanari         |
| 2011 | Pesi Gallo            | Bibiano Fernandes | Antonio Banuelos         |

## Lottatori di rilievo
- Mirko Filipović
- Eddie Alvarez
- Shinya Aoki
- Ronaldo Souza
- Masakatsu Funaki
- Gegard Mousasi
- Kazushi Sakuraba
- Jason Miller
- Melvin Manhoef
- Nick Diaz
- Alistair Overeem
- Jeff Monson
- Joseph Benavidez
- Yoshihiro Akiyama
- Sergei Kharitonov

- Mark Hunt
- Bibiano Fernandes
- Joe Warren
- Bob Sapp
- Choi Hong-Man
- José Canseco
- Tarec Saffiedine
- Paulo Filho
- Josh Barnett
- Mighty Mo
- Satoshi Ishii
- Marloes Coenen
- Jérôme Le Banner
- Zelg Galešić
- Will Brooks